# Воєнний Хрест (Велика Британія)
Воєнний хрест (MC) — військова нагорода третього рівня для офіцерів та з 1993 для інших звань Британської армії, раніше також для офіцерів інших країн Співдружності.
MC надається у відзнаку «акту чи актів зразкової хоробрості під час активних дій проти ворога на суші будь-якими особами, будь-яких звань…». У 1979 королева прийняла пропозицію, що більшість нагород, включаючи Воєнний хрест, можуть також надаватись посмертно
Нагороду було започатковано у 1914 для кадрових офіцерів звань від капітана або нижче і для воррент-офіцерів (прапорщиків). У 1931, нагороду було поширено на майорів, а також членів королівських ВПС за дії на землі.

## Опис
- 46 мм висота, 44 мм ширина
- Прикрашений орнаментом срібний хрест з прямими поперечинами, що закінчуються широкими заокругленнями з імперською короною, що висить на звичайних планках. На аверсі в центрі королівський вензель;
- Реверс плоский, але з 1938 гравірують ім'я отримувача та рік випуску.